# Галерија грбова Грузије
Галерија грбова Грузије обухвата актуелни грб Грузије, те историјске грбове, као и грбове аутономних и других покрајина ове државе.

## Актуелни грб Грузије
- Велики грб
 Грузије 
 (2004-данас)
- Основни грб
 Грузије 
 (2004-данас)

## Историјски грбови Грузије
Историјске грузијске земље
- Грб
 Картлинског краљевства 
 (1490-1762)
- Грб
 Кахетинског краљевства 
 (1465–1762)
- Грб
 Имеретинског краљевства 
 (1490-1811)

- Грб
 Картли-кахетинског краљевства 
 (1762–1800)
- Грб
 Грузинске губерније 
 (1800-1918)
- Грб
 ДР Грузије 
 (1918-1921)
- Амблем
 Грузијске ССР 
 (1921-1922)
- Амблем
 Грузијске ССР 
 (1930-1936)
- Амблем
 Грузијске ССР 
 (1922-1990)
- Грб
 Грузије 
 (1990-2004)

## Аутономни (спорни) региони Грузије
- Грб
 Абхазије 
 (1990-данас)
- Грб
 Аџарије 
 (1991-данас)
- Грб
 Јужне Осетије 
 (1991-данас)